# Myths and Heroes
Myths and Heroes è il ventisettesimo album in studio del gruppo folk rock Fairport Convention, pubblicato nel 2015.

## Tracce
1. Myths and Heroes
2. Clear Water
3. The Fylde Mountain Time / Roger Bucknall's Polka
4. Theodore's Song
5. Love at First Sight
6. John Condon
7. The Gallivant
8. The Man in the Water
9. Bring Me Back My Feathers
10. Grace and Favour
11. Weightless / The Gravity Reel
12. Home
13. Jonah's Oak

## Formazione
- Simon Nicol – voce, chitarra acustica, chitarra elettrica
- Dave Pegg – voce, basso, ukulele, contrabbasso, bouzouki, mandolino, banjo
- Chris Leslie – voce, mandolino, bouzouki, violino, banjo, arpa celtica, chitarra, armonica, fischio
- Ric Sanders – violino, tastiera, ukulele
- Gerry Conway – batteria, percussioni